# غل تبة (كوثر)
غل تبة هي قرية في مقاطعة كوثر، إيران. عدد سكان هذه القرية هو 31 في سنة 2006.